# Legionærernes mindedag
Legionærernes mindedag (lettisk: Leģionāru piemiņas diena) er en uofficiel mindedag i Letland og afholdes hvert år den 16. marts, hvor lettiske soldater fra den såkaldte Lettiske Legion mindes. Mindedagen er kontroversiel, da den Lettiske Legion var en del af det tyske Waffen SS. 
Dagen blev gjort til en officiel mindedag i Letland i 1998, hvilket udløste en kontrovers, da en del af det lettiske samfund ser legionen som nazistisk og mindedagen som værende nazistisk, mens en anden del af det lettiske samfund ser legionen som værende udelukkende en militær organisation til bekæmpelse af Sovjetunionen efter det havde overtaget Letland efter den sovjetiske okkupation af Letland i 1940, og de ikke var ansvarlige for krigsforbrydelser. 
I 2000 afskaffede den lettiske regering dagen som officiel mindedag.